# Sünser Spitze

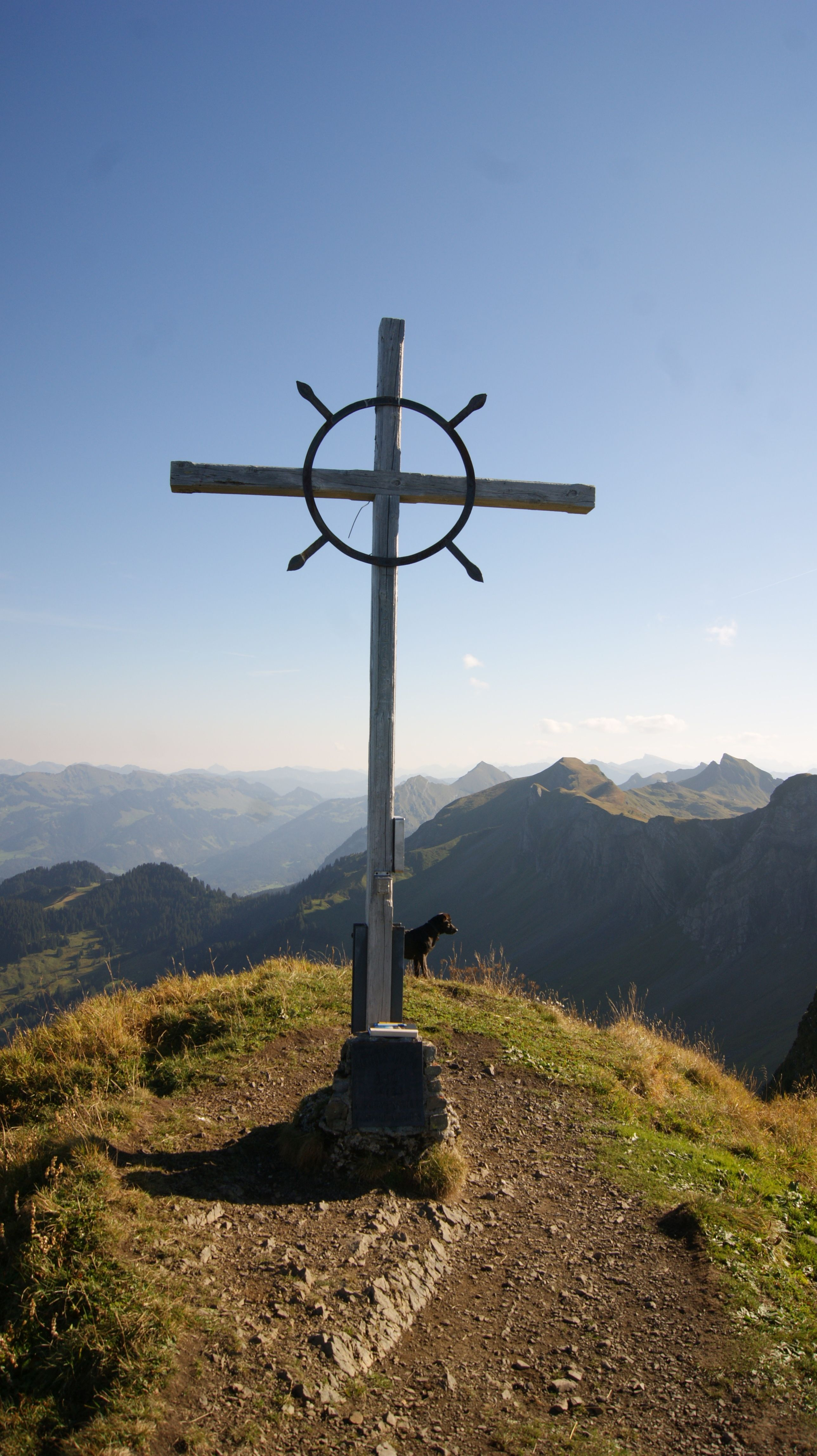
Gipfelkreuz

Die Sünser Spitze (auch Sünserspitze, Sünser Blanken oder Mellenblanken) ist ein 2061 m ü. A. hoher Nebengipfel des Hochblankens in den Damülser Bergen des Bregenzerwaldgebirges in Vorarlberg. Der Gipfel liegt im Naturschutzgebiet Hohe Kugel - Hoher Freschen - Mellental an der Gemeindegrenze von Mellau im Hinteren Bregenzerwald und der Stadt Dornbirn – damit stellt er die höchste Erhebung im Gemeindegebiet der größten Stadt des Bundeslands dar.
Der Gipfel ist Teil eines etwa zehn Kilometer langen Gebirgsrückens, der sich im Westen von der Sünser Spitze nach Osten über den Ragazer Blanken (2051 m ü. A.), den Hochblanken (2068 m ü. A.), das Hohe Licht (2005 m ü. A.), die Damülser Mittagsspitze (2095 m ü. A.), den Wannenkopf (2006 m ü. A.) und den Gungern (2053 m ü. A.) zum Klippern (2066 m ü. A.) erstreckt. Der Gebirgsrücken fällt als Pultscholle nach Süden in Richtung Damüls eher flach ab. Im Norden sind schroff abfallende kahle Felsbänder sichtbar. Am Fuße der Sünser Spitze liegt der Sünser See. Berggipfel und See sind über markierte Wanderwege erreichbar.
In der ersten amtlichen Karte von 1857 wird die Sünser Spitze als Fallelei Joch bezeichnet. In späteren Karten ist der Gipfel gar nicht mehr namentlich bezeichnet, erst seit der Version der ÖK50 von 1961–1974 taucht sie mit dem heute verwendeten Namen auf, zuerst allerdings noch mit einer Höhenangabe von 2062 m. Im Alpenvereinsführer von Walther Flaig ist der Gipfel mit seinem Walser Namen Sünser Blanken bezeichnet.

## Namensherkunft
Über das Wort „Süns“ gibt es keine gesicherte Ableitung der Herkunft. Josef Zösmair leitet es von einem Personennamen (germ.) „Sunno“ ab. Er erwähnt auch den römischen Geschlechtername Sunius als mögliche Ableitung.  Um 400 n.d.Zw. habe es auch einen Sunno, Herzog der Franken, gegeben und  er verweist auch auf Sinzheim in Baden, welches 1261 „Sumes“- oder „Sunnesheim“ genannt worden sei und auch darauf, dass „Sinz“ ein in Vorarlberg noch in Verwendung stehender Name sei.
Der Begriff „Suniu“ (althochdeutsch für Sohn, gotisch: Sunus (Sunau)), wie es in der Urkunde des Jahres 1403 für die Alpe Süns verwendet wurde, kann aber auch auf diesen Wortstamm hindeuten.